# Open de Grande-Bretagne de snooker 2024
L'Open de Grande-Bretagne 2024 est un tournoi de snooker classé comptant pour la saison 2024-2025.
L'épreuve se tient du 23 au 29 septembre 2024 à la salle The Centaur de Cheltenham, en Angleterre. Elle est organisée par la WPBSA.

## Déroulement

### Contexte avant le tournoi
Le trophée est nommé d'après Clive Everton, journaliste et commentateur de snooker pendant plus de 50 ans, introduit au Snooker Hall of Fame en 2017 et nommé à l'Ordre de l'Empire britannique en 2019.
Le tenant du titre est Mark Williams, il s'était imposé l'an passé contre Mark Selby 10-7 en finale.
Le format adopté pour cette épreuve diffère du format utilisé lors des tournois habituels ; un tirage au sort est effectué après chaque tour, comme pour le Shoot-Out. Cela donne la possibilité d'avoir des affrontements entre les têtes de série dès les premiers matchs.

### Faits marquants
Mark Allen réalise un break maximum lors des 16es de finale.
Clive Everton, dont le trophée du tournoi porte le nom, décède le 27 septembre 2024.
Judd Trump devient le troisième joueur dans l'histoire du snooker à atteindre le seuil symbolique des 1 000 centuries.
Bien qu'il se soit imposé à l'issue d'une manche décisive lors de quatre de ses cinq premières rencontres, Mark Selby atteint la finale du tournoi. Il affronte le vétéran John Higgins qui s'est facilement imposé 6-0 en demi-finale face à Oliver Lines. Les deux quadruples champions du monde n'ont plus remporté de tournoi depuis plus d'un an sur le circuit professionnel. Après une première session accrochée (5-3 en faveur de l'Anglais), Selby remporte le match sur le score de 10 manches à 5 en dominant la seconde session.

## Dotation
La dotation dépasse la barre symbolique des 500 000 Livres sterling pour cette édition. La répartition des prix est la suivante :
- Vainqueur : 100 000 £
- Finaliste : 45 000 £
- Demi-finalistes : 20 000 £
- Quart de finalistes : 12 000 £
- 8es de finalistes : 9 000 £
- 16es de finalistes : 6 000 £
- 32es de finalistes : 3 000 £
- Meilleur break : 5 000 £

Dotation totale : 502 000 £

## Qualifications
Ces matchs ont lieu du 31 juillet au 3 août 2024 à la Mattioli Arena de Leicester, en Angleterre, hormis les matchs des seize têtes de série qui se déroulent à la salle The Centaur de Cheltenham le 23 septembre 2024. Ils sont tous disputés au meilleur des sept manches.
| Si Jiahui             | 4-2 | David Lilley       |
| Alexander Ursenbacher | 1-4 | Thepchaiya Un-Nooh |
| Ishpreet Singh Chadha | 1-4 | Jamie Clarke       |
| Iulian Boiko          | 4-2 | Farakh Ajaib       |
| Artemijs Žižins       | 3-4 | Allan Taylor       |
| Mink Nutcharut        | 1-4 | Liam Graham        |
| Robbie McGuigan       | 0-4 | Mark Davis         |
| David Grace           | 4-2 | Jack Lisowski      |
| Ma Hailong            | 4-2 | Jimmy Robertson    |
| Noppon Saengkham      | 4-3 | Joe Perry          |
| Martin O'Donnell      | 4-1 | Mitchell Mann      |
| Michael Holt          | 4-0 | Reanne Evans       |
| Xu Si                 | 4-2 | Ken Doherty        |
| Fan Zhengyi           | 2-4 | Zhou Yuelong       |
| Ricky Walden          | 4-3 | Liu Hongyu         |
| Andrew Pagett         | 1-4 | Neil Robertson     |
| Xing Zihao            | 3-4 | Mark Joyce         |
| Jimmy White           | 0-4 | Chris Totten       |
| Mostafa Dorgham       | 1-4 | Hossein Vafaei     |
| Chris Wakelin         | 4-0 | Haydon Pinhey      |
| Amir Sarkhosh         | 3-4 | Ashley Carty       |
| Jiang Jun             | 1-4 | Stephen Maguire    |
| Duane Jones           | 4-2 | Dominic Dale       |
| Ahmed Aly Elsayed     | 2-4 | Anton Kazakov      |
| Xiao Guodong          | 4-2 | Huang Jiahao       |
| Lim Kok Leong         | 4-1 | Anthony Hamilton   |
| Stuart Bingham        | 4-3 | He Quoqiang        |
| Joe O'Connor          | 2-4 | Stan Moody         |
| Jamie Jones           | 2-4 | Yuan Sijun         |
| Wang Yuchen           | 2-4 | Hammad Miah        |
| Joshua Thomond        | 1-4 | Marco Fu           |
| Liam Pullen           | 0-4 | Long Zehuang       |

| Alfie Burden      | 4-3 | Andrew Higginson       |
| Antoni Kowalski   | 4-1 | Daniel Wells           |
| Matthew Selt      | 3-4 | Ben Woollaston         |
| Sunny Akani       | 4-0 | Daniel Womersley       |
| Simon Blackwell   | 4-2 | Bai Yulu               |
| Ka Wai Cheung     | 4-0 | Kreishh Gurbaxani      |
| Oliver Lines      | 4-3 | Lei Peifan             |
| Baipat Siripaporn | 1-4 | Wu Yize                |
| Lyu Haotian       | 4-0 | Anthony McGill         |
| Scott Donaldson   | 2-4 | Tian Pengfei           |
| Graeme Dott       | 4-1 | Matthew Stevens        |
| David Gilbert     | 4-0 | Dylan Emery            |
| Dean Young        | 3-4 | Haris Tahir            |
| Zak Surety        | 1-4 | Ben Mertens            |
| Joshua Cooper     | 1-4 | Elliot Slessor         |
| Jackson Page      | 1-4 | Robbie Williams        |
| Mark Williams     | 1-4 | Rory Thor              |
| Kyren Wilson      | 4-0 | Julien Leclercq        |
| Mark Allen        | 4-3 | Gary Wilson            |
| Judd Trump        | 4-1 | Robert Milkins         |
| Luca Brecel       | 4-1 | Mohamed Shebab         |
| Lewis Ullah       | 4-2 | Manasawin Phetmalaikul |
| Mark Selby        | 4-3 | Pang Junxu             |
| Shaun Murphy      | 4-0 | Ian Burns              |
| Ding Junhui       | 3-4 | Aaron Hill             |
| Ali Carter        | 3-4 | Bulcsú Révész          |
| Zhang Anda        | 4-2 | Jordan Brown           |
| Tom Ford          | 3-4 | Gong Chenzhi           |
| Jak Jones         | 4-2 | Sanderson Lam          |
| Barry Hawkins     | 1-4 | Liam Davies            |
| John Higgins      | 4-1 | Ross Muir              |
| Ryan Day          | 4-1 | Louis Heathcote        |

## Tableau principal

### 32esde finale
Les matchs sont disputés au meilleur des sept manches.
| - Mark Selby w/o–w/d Lim Kok Leong - Ma Hailong 2–4 Marco Fu - Graeme Dott 4–1 Zhou Yuelong - Yuan Sijun 4–2 Robbie Williams - Si Jiahui 1–4 Iulian Boiko - Haris Tahir 4–1 Simon Blackwell - Gong Chenzhi 1–4 Xu Si - Chris Wakelin 4–2 Wu Yize - Neil Robertson 4–1 Chris Totten - Aaron Hill 1–4 Mark Allen - Stan Moody 4–0 Michael Holt - Thepchaiya Un-Nooh 4–0 Noppon Saengkham - Ashley Carty 4–0 Long Zehuang - Jak Jones 4–0 Alfie Burden - Mark Davis 4–2 Xiao Guodong - Ryan Day 2–4 Judd Trump | - Bulcsú Révész 0–4 Stuart Bingham - Stephen Maguire 4–1 Liam Graham - Tian Pengfei 2–4 Luca Brecel - Elliot Slessor 4–3 Martin O'Donnell - Hossein Vafaei 1–4 Zhang Anda - Ka Wai Cheung 3–4 Oliver Lines - Allan Taylor 1–4 Lyu Haotian - Anton Kazakov 0–4 Liam Davies - Kyren Wilson 4–1 Duane Jones - Sunny Akani 4–1 Antoni Kowalski - Rory Thor 4–3 Mark Joyce - David Gilbert 4–1 Ben Woollaston - Ricky Walden 4–0 Jamie Clarke - Hammad Miah 1–4 Ben Mertens - John Higgins 4–2 Shaun Murphy - David Grace 4–0 Lewis Ullah |

### 16esde finale
Les matchs sont disputés au meilleur des sept manches.
| - Jak Jones 4–1 Iulian Boiko - Mark Selby 4–3 Yuan Sijun - Zhang Anda 3–4 Stan Moody - Haris Tahir 2–4 Lyu Haotian - Stuart Bingham 3–4 Stephen Maguire - Neil Robertson 3–4 Rory Thor - Elliot Slessor 4–3 Xu Si - David Gilbert 4–3 Ashley Carty | - Oliver Lines 4–3 Sunny Akani - Mark Davis 2–4 Judd Trump - John Higgins 4–2 Graeme Dott - Ricky Walden 3–4 Thepchaiya Un-Nooh - Marco Fu 0–4 Kyren Wilson - Ben Mertens 1–4 Mark Allen - David Grace 2–4 Chris Wakelin - Liam Davies 1–4 Luca Brecel |

### 8esde finale
Les matchs sont disputés au meilleur des sept manches.
- Lyu Haotian 3–4  David Gilbert
- Judd Trump 4–2  Stephen Maguire
- Rory Thor 0–4  John Higgins
- Oliver Lines 4–1  Stan Moody
- Elliot Slessor 4–2  Kyren Wilson
- Jak Jones 4–2  Luca Brecel
- Thepchaiya Un-Nooh 3–4  Mark Selby
- Chris Wakelin 3–4 Mark Allen

### Quarts de finale
Les matchs sont disputés au meilleur des neuf manches.
- Elliot Slessor 1–5  John Higgins
- David Gilbert 4–5  Mark Selby
- Judd Trump 3–5  Mark Allen
- Jak Jones 4–5  Oliver Lines

### Demi-finales
Les matchs sont disputés au meilleur des onze manches.
- John Higgins 6–0  Oliver Lines
- Mark Selby 6–3  Mark Allen

### Finale
| Finale au meilleur des 19 manches Arbitre : Ben Williams |                          |                     |
| Mark Selby Angleterre                                    | 10 - 5 (5 - 3)           | John Higgins Écosse |
| 2 137                                                    | Centuries Meilleur break | 1 105               |
| Mark Selby remporte l'Open de Grande-Bretagne 2024       |                          |                     |

## Centuries

### Tableau principal
- 147, 130, 102, 101  Mark Allen
- 137, 135, 125, 115, 105, 101, 100  Mark Selby
- 133  Tian Pengfei
- 132, 105, 102  John Higgins
- 132  Ben Woollaston
- 131, 129, 105  Yuan Sijun
- 128, 109  Jak Jones
- 128  Elliot Slessor
- 127  Stephen Maguire
- 122, 102, 101  Lyu Haotian
- 117  Tom Ford
- 117  Aaron Hill
- 115  Thepchaiya Un-Nooh
- 114  Kyren Wilson
- 114  Zhang Anda
- 110  Sanderson Lam
- 109  Xiao Guodong
- 108  David Gilbert
- 107  Xu Si
- 105  Shaun Murphy
- 104, 101  Judd Trump
- 102  Marco Fu
- 102  Oliver Lines
- 101  Ma Hailong
- 100  Louis Heathcote
- 100  Neil Robertson

### Qualifications
- 127, 100  Noppon Saengkham
- 120  Xu Si
- 116  Oliver Lines
- 111  Wu Yize
- 108  Mark Davis
- 104, 102  Long Zehuang
- 102  Jamie Jones
- 101  David Grace
- 100  Stan Moody
- 100  Xiao Guodong